# Kučevo
Kučevo (em cirílico:Кучево) é uma vila e um município da Sérvia localizada no distrito de Braničevo, na região de Zvižd. A sua população era de 4506 habitantes segundo o censo de 2002.

## Demografia
| 1948  | 1953  | 1961  | 1971  | 1981  | 1991  | 2002  |
| ----- | ----- | ----- | ----- | ----- | ----- | ----- |
| 3 176 | 3 751 | 3 956 | 4 441 | 5 051 | 4 846 | 4 506 |